# Ngỗng lùn châu Phi
Nettapus auritus là một loài chim trong họ Vịt.